# Andreï Vlassov
Pour les articles homonymes, voir Vlassov.
Andreï Andreïevitch Vlassov (en russe : Андрей Андреевич Власов), né le 14 septembre 1900 à Lomakino, village de l'ouïezd de Sergatch dans le gouvernement de Nijni Novgorod (Empire russe) et mort le 2 août 1946 à Moscou (URSS), est un général et collaborateur soviétique. S'engageant comme volontaire dans la guerre civile russe, il participa ensuite à la Grande Guerre patriotique en 1941.
Prenant part en 1942 à une offensive visant à couper le siège de Léningrad, il est fait prisonnier par les Allemands et se rallie à leur cause. Anti-stalinien, il fonde alors l'armée russe de libération qui combat aux côtés de la Wehrmacht. Ne disposant que d'une assistance limitée et conscient de la défaite de l'Allemagne nazie, lui et ses troupes se rebellèrent dans les derniers jours de la guerre en soutenant l'Armée rouge dans le soulèvement de Prague, espérant un traitement de faveur de la part des Alliés. Ces derniers refusèrent cependant leur assistance, et son armée fut livrée aux Soviétiques. Emprisonné et torturé, il est condamné à mort le 1er août 1946 et pendu le lendemain.

## Biographie

### Général et héros de l’Armée rouge
Issu d'une famille paysanne, treizième enfant de sa famille, Andreï Vlassov est né en 1900 dans le village de Lomakino, dans le Gouvernement de Nijni Novgorod, en Russie. Fils d'un tailleur de village, il entre comme élève gratuit au séminaire de Nijni Novgorod. À l'âge de dix-huit ans, en pleine guerre civile russe, il s’engage comme simple soldat dans un régiment de la 2e division du Don de l'Armée rouge et y obtient le grade de capitaine lors des campagnes d'Ukraine et de Crimée contre les armées blanches de Dénikine[réf. nécessaire].
À l’issue du conflit, il est nommé major (ou commandant) et professeur de tactique à l’Académie militaire de Moscou, avant de recevoir, avec le grade de colonel, le commandement du 2e régiment de fusiliers de la division turkmène. Devenu membre du Parti communiste de l’Union soviétique (PCUS) en 1930, il épouse en 1933 une jeune femme d'un village voisin de son lieu de naissance et qui venait d'obtenir son doctorat de médecine. Lorsqu'éclatèrent les purges staliniennes de 1934-1935 contre le maréchal Toukhatchevski et les principaux chefs de l’Armée rouge, il sert à l'académie militaire Frounze. C'est à cette époque que son épouse, ancienne fille de koulak, le quitte afin de ne pas le compromettre aux yeux des autorités soviétiques. La carrière fulgurante de Vlassov à la fin des années 1930 s’explique par son soutien indéfectible au stalinisme. Il bénéficie de l'épuration systématique des vétérans de la guerre civile[réf. nécessaire]. En avril 1938, il est nommé chef d’État-major à la 72e division de fusiliers (ru)
À l'automne 1938, il est envoyé en Chine en tant que chef d’état-major du général Tcherepanov, puis comme instructeur à l’Académie militaire de Chongqing, sous le pseudonyme de Volkhov. C’est là que, selon ses dires futurs, il devait prendre conscience du double jeu de Staline : d'un côté, celui-ci soutenait le Kuomintang contre les Japonais et de l'autre il n'en maintenait pas moins des rapports étroits avec les adversaires internes des nationalistes, à savoir les communistes de Mao Zedong. À son retour en Union soviétique, les décorations que les nationalistes chinois lui avaient décernées lui sont « confisquées »[réf. nécessaire].
En 1939, il reçoit le commandement de la 99e division de fusiliers (ru), l'une des plus mauvaises unités de l'Armée rouge. En quelques mois, Vlassov en fait une division modèle, « une troupe d’élite exemplaire », selon un article du quotidien Étoile rouge[réf. nécessaire].
En janvier 1941, on lui confie le commandement du 4e corps mécanisé. À partir de juillet 1941, à la tête de la 37e armée, Vlassov défend Kiev puis à la tête de la 20e armée, il participe à la défense de Moscou. Il est décoré de l'ordre de Lénine et de l'ordre du Drapeau rouge.

### Chef de l'Armée de libération nationale russe
En février 1942, il participe, en tant que commandant de la 2e armée de choc, à une offensive visant à briser l'encerclement de Leningrad mais son opération échoue. La bataille de Liouban s'achève par l'encerclement de la 2e armée de choc et par la capture de Vlassov en juillet par les troupes allemandes.
« Staline, quant à lui, abandonne ignominieusement dans les marécages et les forêts, à quelque cent soixante kilomètres de Demiansk, la 2e Armée de choc du général Vlassov. Après sa reddition, Vlassov fou de rage, fait cause commune avec les Allemands et accepte de former une armée russe antistalinienne. »[réf. nécessaire]
Antistalinien, il passe alors de Staline à Hitler et fait connaître à la Wehrmacht son désir de faire défection. Staline avait décidé que tout soldat soviétique prisonnier serait considéré comme déserteur, et donc passible de la cour martiale et de la peine capitale. Vlassov fait prisonnier était donc déjà considéré comme un « traître ». Selon une autre version des faits, Vlassov aurait été convaincu par les Allemands de rejoindre leur camp. Il fonde le Comité russe de libération et l'Armée russe de libération (Russkaya Osvoboditel'naya Armiya), dont il devient commandant en chef, avec la tâche d'aider les troupes allemandes à combattre l'Armée rouge. Hitler n'accorde qu'une confiance limitée à Vlassov et à ses troupes et ne l'autorise à commander deux divisions armées que dans la phase finale du conflit. Il est généralement écarté des affrontements directs avec l'Armée rouge. Certains comme le diplomate Gustav Hilger (en) ont poussé pour qu'Hitler donne plus de latitude à Vlassov pour amener à lui plus de Russes désertant l'Armée rouge, mais ils n'ont pas réussi à se faire entendre. Le racisme antislave du Führer ainsi que les « purifications » qui en ont découlé n'ont pas facilité les ralliements aux troupes russes engagées aux côtés des Allemands.
Boris Souvarine voyait en Vlassov un homme qui luttait « non pas contre sa patrie, mais contre le régime de Staline, honni des populations soumises à une sorte d'esclavage ».

### Livré aux Soviétiques
Dans les derniers jours de la guerre, les troupes de Vlassov, espérant gagner la faveur des Alliés, se retournent contre l'armée allemande en aidant le soulèvement de Prague. Mais les Alliés américano-britanniques refusent d'accorder l'asile à Vlassov. Le général et ses aides de camp sont capturés par les Soviétiques ou livrés à ceux-ci par les Alliés dans des circonstances mal définies. Tous les membres de l'Armée russe de libération sont déportés avec femmes et enfants en Sibérie. Vlassov et ses généraux (au total onze officiers supérieurs de son armée) sont internés à la Loubianka à Moscou, torturés, puis jugés à huis clos, condamnés à mort pour haute trahison le 1er août 1946 et exécutés par pendaison dans la cour de la prison de la Boutyrka.

### Documentaire
- Deuxième choc. Fidèle à l'armée de Vlassov : documentaire d'Alexeï Pivovarov avec Roustem Adagamov dans le rôle de Vlassov.